# Família Agnia
A família Agnia é uma pequena família de asteroides localizados no cinturão principal. A família foi nomeada devido ao primeiro asteroide que foi classificado neste grupo, o 847 Agnia.

## Os maiores membros desta família
| Nome          | Diâmetro | Semieixo maior | Inclinação orbital | Excentricidade orbital | Ano da descoberta |
| ------------- | -------- | -------------- | ------------------ | ---------------------- | ----------------- |
| 847 Agnia     | 28,04 km | 2,782 UA       | 2,489 °            | 0,093                  | 1915              |
| 1020 Arcadia  | ?        | 2,790 UA       | 4,059 °            | 0,043                  | 1924              |
| 1228 Scabiosa | ?        | 2,769 UA       | 3,283 °            | 0,041                  | 1931              |
| 2401 Aehlita  | ?        | 2,771 а. е.    | 4,329 °            | 0,061                  | 1975              |
| 3395 Jitka    | ?        | 2,791 UA       | 4,029 °            | 0,057                  | 1985              |